# Peter Kaulicke
Peter Kaulicke Roermann, (Buntenbock, Alemania, 7 de marzo de 1946) es un arqueólogo alemán radicado en el Perú. Es uno de los principales especialistas de la etapa precerámica del Perú antiguo. Profesor cofundador de la especialidad de Arqueología en la Pontificia Universidad Católica del Perú (PUCP).

## Biografía
Es hijo de Klaus Kaulicke y Elisabeth Roermann. Estudió en Clausthal, Kr. Zellerfeld y Bonn (1952-1966). Luego ingresó a la Universidad de Bonn, donde estudió Americanística, Prehistoria y Etnología (1968-1970, 1976-1980). También ingresó a la Universidad de Viena, en Austria, donde siguió estudios de Prehistoria y Etnología.
A principios de la década de 1970 le ofrecieron participar en un proyecto arqueológico en el Perú, adonde llegó en 1971. El proyecto era de la Universidad Nacional Mayor de San Marcos y se enfocaba en la puna de Junín, sierra central peruana, a más de 4.000 m s. n. m. Se trataba de investigar ocupaciones tempranas de cazadores del paleolítico.
En 1976 regresó a Alemania y obtuvo su doctorado con una tesis referente a dicho proyecto de Junín (1980). Luego se desempeñó como investigador asociado en la Robert S. Peabody Foundation for Archaeology de Andover, Estados Unidos, (1980), y en el Instituto Arqueológico Alemán de Bonn (1980-1982).
Regresó al Perú invitado por la Pontificia Universidad Católica del Perú (PUCP), que tenía interés en crear la especialidad de Arqueología separada de Antropología. Kaulicke asumió dicha tarea y la especialidad se inauguró en 1983. Es también fundador y director del Boletín de Arqueología de la PUCP (1997).

## Publicaciones
- Pandanche. Un caso del formativo de los Andes de Cajamarca (1975).
- El formativo de Pacopampa: un ensayo de interpretación (1976).
- Beiträge zur Kenntnis der lithischen perioden in der Puna Junins, Peru (Bonn, 1980, tesis doctoral).
- Los orígenes de la civilización andina en la Historia General del Perú (1994).
- Contextos funerarios de Ancón: esbozo de una síntesis analítica (1997).
- Memoria y muerte en el Perú antiguo (2000).
- Las cronologías del Formativo. 50 años de investigaciones japonesas en perspectiva (2010)

Además, fue editor de Max Uhle y el Perú antiguo (1998), en conmemoración del 50 aniversario de la muerte de dicho investigador alemán, y coeditor de Arqueología de Cerro Sechín I y II (1992 y 1994).